# Хосе Сантос Дегольядо
Хосе Немесио Франсиско Дегольядо Санчес (исп. José Nemesio Francisco Degollado Sánchez; 30 октября 1811, Гуанахуато, Новая Испания — 15 июня 1861, Льянос-де-Саласар, штат Мехико, Мексика) — мексиканский политический, государственный и военный деятель. Генерал.

## Биография
Изучал географию, философию, физику, грамматику, математику, юриспруденцию, всемирную историю и теологию. Увлекается боевыми искусствами, занимался музыкой и фехтованием.
В 1836 году в звании младшего лейтенанта участвовал в сражениях против техасских сепаратистов, попал в плен. В 1839 году присоединился к борцам за федерализм, был схвачен и заключён в тюрьму.
Либеральный политик. С 1854 года сражался на стороне левого крыла либералов («пурос» — крайних) во время, так называемой, Войны за Реформу против войск президента Лопеса де Санта-Анна, под командованием Бенито Хуареса. В 1858 году стал главнокомандующим либеральных сил во время Войны за Реформу.
Был назначен заместителем, а затем губернатором штатов Мичоакан (1848 и 1857—1858) и Халиско (1855—1856). Во время президентства Бенито Хуареса занимал посты военно-морского министра (1858—1859), министра внутренних дел Мексики (1858) и министра иностранных дел (23 января — 25 марта 1860). Был министром Верховного суда Мексики. Дегольядо был коллегой Мельчора Окампо и сражался на его стороне во многих битвах. Сотрудничал с Мельчором Окампо в правительстве Мичоакана. Избирался депутатом.
15 июня 1861 года попал в засаду и был убит выстрелом в голову, затем заговорщики добили жертву саблями и копьём, пронзившим его грудь.
Останки Хосе Сантоса Дегольядо в ноябре 1936 года были перезахоронены в Гражданском пантеоне траура в Мехико в Ротонде выдающихся деятелей.

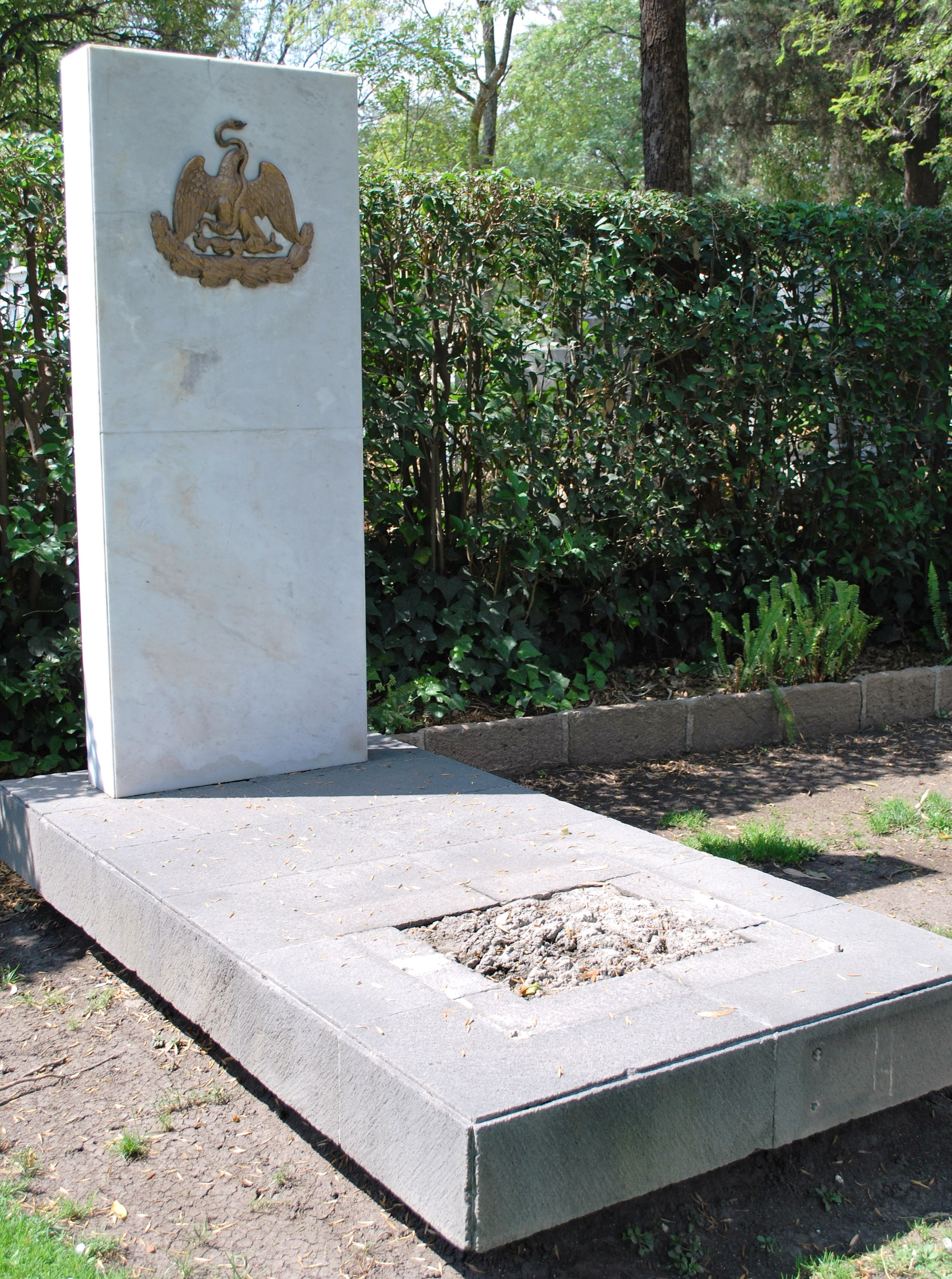
Могила Хосе Сантоса Дегольядо

## Память
- В его честь назван административный центр Уискилукан-де-Дегольядо муниципалитета Уискилукан в штате Мехико и административный центр муниципалитета Темиско в штате Морелос.
- Несколько улиц мексиканских городов носят его имя. В его честь установлены памятники в разных городах Мексики. Его имя высечено золотыми буквами (бронзой с позолотой) на Стене почёта в зале заседаний Палаты депутатов мексиканского Конгресса.